# Rassemblement Démocratique du Peuple Camerounais
Rassemblement démocratique du Peuple Camerounais (Abkürzung RDPC oder CPDM; englisch Cameroon Peoples’ Democratic Movement, deutsch etwa „Demokratische Versammlung des kamerunischen Volkes“) ist eine 1985 gegründete Partei in der Republik Kamerun. Sie ist seit ihrer Gründung die politische Regierungspartei in Kamerun. 
Sie wurde am 24. März 1985 in Bamenda gegründet und entstand aus der Union Nationale Camerounaise (englisch Cameroon National Union, deutsch Nationale Union Kameruns). Diese Partei hatte die Politik in Kamerun seit der Unabhängigkeit von Frankreich sowie Großbritannien und Nordirland im Jahre 1960 dominiert. Bei der Parlamentswahl 2020 gewann die RDPC 152 der 180 Mandate.
Das Motto der RDPC lautet Unité – Progrès – Démocratie („Einheit – Fortschritt – Demokratie“).
Präsident der Partei ist der derzeitige Präsident Kameruns Paul Biya. Höchstes Gremium der Partei ist der Congrès (Kongress). Das Bureau Politique (Politbüro) umfasst 22 Mitglieder, von denen 15 gewählt und sieben vom Präsidenten ernannt sind; das Comité Central (Zentralkomitee) hat 250 Mitglieder, von denen 150 gewählt sind.